# Иванов, Андрей Александрович (хоккеист)
Андрей Александрович Иванов (10 марта 1981, Ленинград) — российский хоккеист, нападающий. Мастер спорта. Серебряный призёр чемпионата России 2012 года.

## Карьера
Воспитанник ленинградского хоккея. Начал карьеру в 2000 году в составе «Спартака» СПб, выступая до этого за фарм-клуб СКА. В 2000 году дебютировал в Суперлиге в составе армейского клуба, однако так и не сумел завоевать постоянного места в составе, курсируя между элитой и высшей лигой. В середине сезона 2005/06 отправился в Белорусскую экстралигу, подписав контракт с «Гомелем», за который провёл 37 матчей, набрал 24 (10+14) очка, после чего вернулся в Россию, заключив соглашение с нижнекамским «Нефтехимиком».
В клубе вскоре стал одним из лидеров, заслужив в 2010 году звания капитана команды. Всего провёл 279 матчей, в которых набрал 128 (73+55) очков. 4 мая 2011 года подписал двухлетний контракт с омским «Авангардом».
Перед началом сезона 2018/19 оказался свободным агентом. Для поддержания формы переехал в Эстонию, где пополнил ряды клуба хоккейной лиги «Эверест» Кохтла-Ярве. Во второй половине первенства перешёл в «Калев-Вялк», с которым стал чемпионом страны.

## Статистика
| Легенда | Легенда                    | Легенда | Легенда                   | Легенда | Легенда    |
| ------- | -------------------------- | ------- | ------------------------- | ------- | ---------- |
| И       | Количество проведённых игр | Штр     | Штрафное время            | +/−     | Плюс-минус |
| Г       | Голы                       | П       | Голевые передачи          | О       | Очки       |
| -       | Статистика неизвестна      | —       | Статистика не учитывалась |         |            |

### Клубная карьера
- a В этом сезоне в «Плей-офф» учитывается статистика игрока в Кубке Надежды.